# Mossavikberget
Mossavikberget är ett naturreservat i Bodens kommun i Norrbottens län.
Området är naturskyddat sedan 2016 och är 2,3 kvadratkilometer stort. Reservatet omfattar toppen av Mossaviksberget och dess östsluttningar ner till Grundträsket där även några holmar i sjön ingår i reservatet. Reservatet består främst av tallskog, med mindre partier av gran-lövblandskog. 